# Хандрос, Борис Наумович
Бори́с Нау́мович Хандрос (25 декабря 1923, Озаринцы — 2006, Киев) — советский и украинский кинодраматург. Заслуженный работник культуры Украины (2004).

## Биография
Родился 25 декабря 1923 году в Озаринцах Подольской губернии в семье учителя. Прадед был меламедом в Чернобыле. Дед был меламедом в Озаринцах. Отец был меламедом в Озаринцах, в 1922 году стал организатором первой советской школы, заведовал начальной школой. Окончил 4 класса евтрудшколы — еврейской трудовой школы, в которой преподавал его отец. Был узником гетто в Озаринцах и концлагеря «Печера».
Участник Великой Отечественной войны. Конногвардеец-разведчик 6-й гвардейской кавалерийской дивизии.
Окончил Киевский государственный университет им. Шевченко (1950). В 1950-х годах работал школьным учителем в Наровле.
Почётный деятель Еврейского совета Украины.
Умер в октябре 2006 года в Киеве. После кремации прах был захоронен на Лесном кладбище.

### Семья
- Жена — Анна Строева (ум. в 2000 г.), участница Великой Отечественной войны, начальник штаба полевого госпиталя № 2031, старший лейтенант. Окончила отделение журналистики Киевского госуниверситета им. Шевченко, писательница. Более 30 лет проработала в газете «Радянська Україна». Лауреат журналистской премии им. Ярослава Галана, автор сборника «Наш современник», повестей «Солдаты милосердия», «Командарм Кравченко», «Шестая танковая и её командарм», «Дикий мёд».
- Дети — сыновья, младший сын Александр.

## Фильмография
Автор более 30 сценариев документальных и научно-популярных картин:
- «С маршрута не вернулись» (1975, в соавт.)
- «Уроки на завтра» (1976)
- «С Лениным в сердце» (1976, соавт.), к/студия «Укркинохроника»
- «Свет впереди» (1979)
- «Мина-22» (1979, в соавт.)
- «Мария с Малой Земли» (1980)
- «Школа радости» (1980)
- «Любви верна», «Мать» (1984)
- «Вместе с Макаренко» (1987, в соавт.)
- «Боль и крик» (1987, в соавт.)
- «Я летаю на собственных крыльях» (1988)
- «Мёртвые письма» (1991)
- «История одной мельницы» (1993)
- Кинодилогия «Михайлова гора» (1993, фильмы: «Я жажду, жажду весны», «Мария»)
- «Мельница» (2002)

## Членство
- Член Национальных союзов кинематографистов и журналистов Украины.